# Franco luxemburguês
O franco luxemburguês era a moeda adotada no Luxemburgo antes da substituição pelo euro.
O franco permaneceu em circulação até 2002, quando foi substituído pelo euro . Durante o período de 1999-2002, o franco era oficialmente uma subdivisão do euro (1 euro = 40,3399 francos), mas o euro ainda não estava em circulação. Sob o princípio de "nenhuma obrigação e não proibição", transações financeiras pode ser realizado em euros e francos, mas os pagamentos físicos só poderia ser feita em Francos, como notas e moedas de euro não estavam disponíveis ainda.
O franco foi dividido em 100 cêntimos.